# Vieux-Manoir
Vieux-Manoir è un comune francese di 695 abitanti situato nel dipartimento della Senna Marittima nella regione della Normandia.

## Società

### Evoluzione demografica
Abitanti censiti